# Condado de Huerfano
O Condado de Huerfano é um dos 64 condados do Estado americano do Colorado. A sede do condado é Walsenburg, e sua maior cidade é Walsenburg. O condado possui uma área de 4 126 km² (dos quais 6 km² estão cobertos por água), uma população de 7 862 habitantes, e uma densidade populacional de 2 hab/km² (segundo o censo nacional de 2000). O condado foi fundado em 1 de novembro de 1861.